# Ettore Farina
Ettore Farina (Recanati, 29 aprile 1922 – ...) è stato un calciatore italiano, di ruolo difensore.

## Carriera
Cresciuto nel Gladiator, nel 1946-1947 debutta in Serie B con l'Anconitana; disputa due campionati cadetti prima della retrocessione avvenuta nel 1948, poi due campionati di Serie C tra cui il vittorioso campionato di 1949-1950 al termine del quale i marchigiani riconquistano la Serie B, ed un altro campionato cadetto.
Conta in totale 92 presenze ed una rete in Serie B.

## Palmarès

### Club

#### Competizioni nazionali
- Serie C: 1

Anconitana: 1949-1950